# 立花村 (広島県)
立花村（たちばなむら）は、広島県御調郡にあった村。現在の尾道市の一部にあたる。

## 地理
- 海洋：瀬戸内海
- 島嶼：向島、笹島、小島[2]

## 歴史
- 1889年（明治22年）4月1日、町村制の施行により、御調郡立花村が単独で村制施行し、立花村が発足[1][2]。
- 1955年（昭和30年）4月1日、御調郡向島町に編入され廃止[1][2]。

## 産業
- 農業、海運、漁業[2]

## 交通

### 港湾
- 立花漁港[2]